# ژان-کلود لموت
ژان-کلود لموت (فرانسوی: Jean-Claude Lemoult‎؛ زادهٔ ۲۸ اوت ۱۹۶۰) بازیکن سابق فوتبال اهل فرانسه است.
از باشگاه‌هایی که در آن بازی کرده‌است می‌توان به باشگاه فوتبال مون‌پلیه و باشگاه فوتبال پاری سن ژرمن اشاره کرد.